# Herbert Lungwitz
Herbert Lungwitz (* 1913 in Weimar; † 1992 in Essen) war ein deutscher Bildhauer. Er arbeitete vor allem mit Holz und Stein oder mit Industrieabfällen.

## Leben und Wirken
Herbert Lungwitz war ein ausgebildeter Steinmetz und Bauzeichner und studierte anschließend Kunst in Weimar. Er arbeitete als Steinmetz, wurde dann zur Wehrmacht eingezogen und nahm am Zweiten Weltkrieg teil. Nach dem Ende des NS-Staats war er in der Sowjetischen Besatzungszone tätig. Er nahm im Dezember 1946 in Grimma an einer Kunstausstellung teil. Lungwitz ging dann nach Essen und war zweieinhalb Jahre an der Folkwangschule als Lehrer für Bildhauerei tätig. Seit 1951 arbeitete Lungwitz als freischaffender Künstler. Von 1961 bis 1983 war er Leiter des Essener Künstler Forums. 
Er gestaltete Fassaden wie die des Amerikahauses, des Grillo-Theaters, der Dresdner Bank oder der TÜV-Hauptverwaltung in Essen und zahlreiche Skulpturen. In den 70er Jahren arbeitet er als Kunstlehrer am Essener Städt. Gymnasium Humboldtschule. 
Sein Atelier und seine Werkstatt befanden sich im ehemaligen Maschinenhaus für Schacht VI der Zeche Zollverein. Ab 1988 befand sich das Atelier in einem ehemaligen Schulgebäude im Essener Stadtteil Steele, wo er sein Werk ausstellte und das Schulgelände zu einem Skulpturenpark machte.
Das Grab des Künstlers befindet sich auf dem Alten Hauptfriedhof in Weimar.

### Kunstwerke (Auswahl)

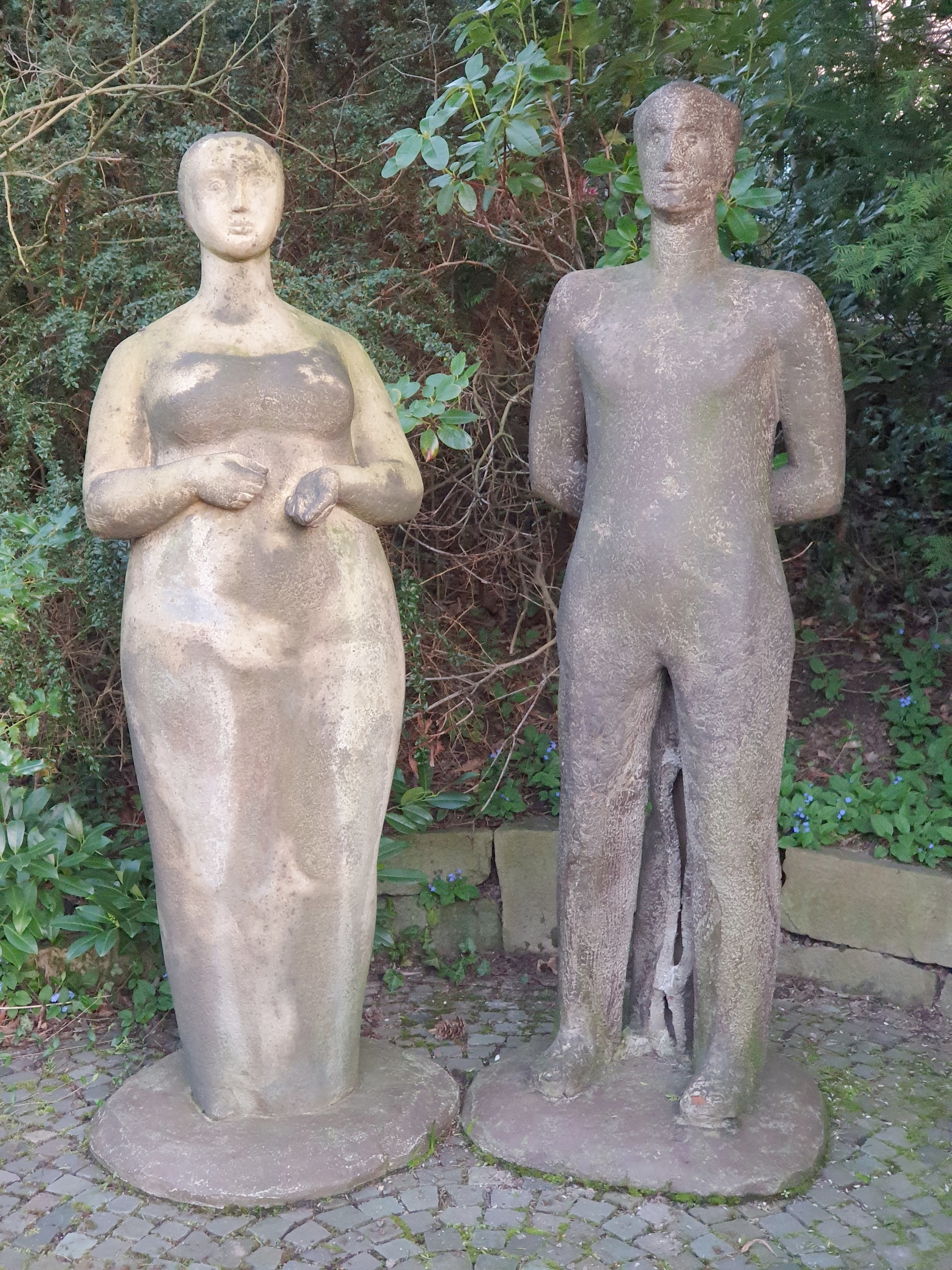
Mann und Frau / Paar

- 1950: drei Reliefs am Eingang des wiederaufgebauten Grillo-Theater in Essen
- 1952: Reliefs am Amerikahaus Ruhr, heute Europahaus in Essen (Zähmung des Minotaurus, Allegorien von Schönheit und Musik und Allegorie von Frieden und zwischenmenschlicher Harmonie)
- 1954: Schwatzende Frauen, im Grugapark in Essen
- 1959: Berliner Bär, drei Meter hoch aus Anröchter Dolomit, zunächst im Grugapark, seit 1964 am Berliner Platz in Essen
- Anfang 1960er Jahre: Tankstelle (Stahl), Märkisches Museum (Witten)
- Ende 50er Jahre: Mann und Frau / Paar (Ton/Keramik) im Privatbesitz
- Anfang 1960er Jahre: Säule (Stahl), Märkisches Museum (Witten)
- 1960: Brunnen (Stahl) im Grugapark
- 1964: Übereinander, Plastik (Wattenscheid)[2]
- 1978: Elba und Schimäre, Plastiken im Stadtpark Wattenscheid[3][4]
- 1990: Tisch des Gastgebers, Stahl-Skulptur nahe dem Haltepunkt Wattenscheid-Höntrop

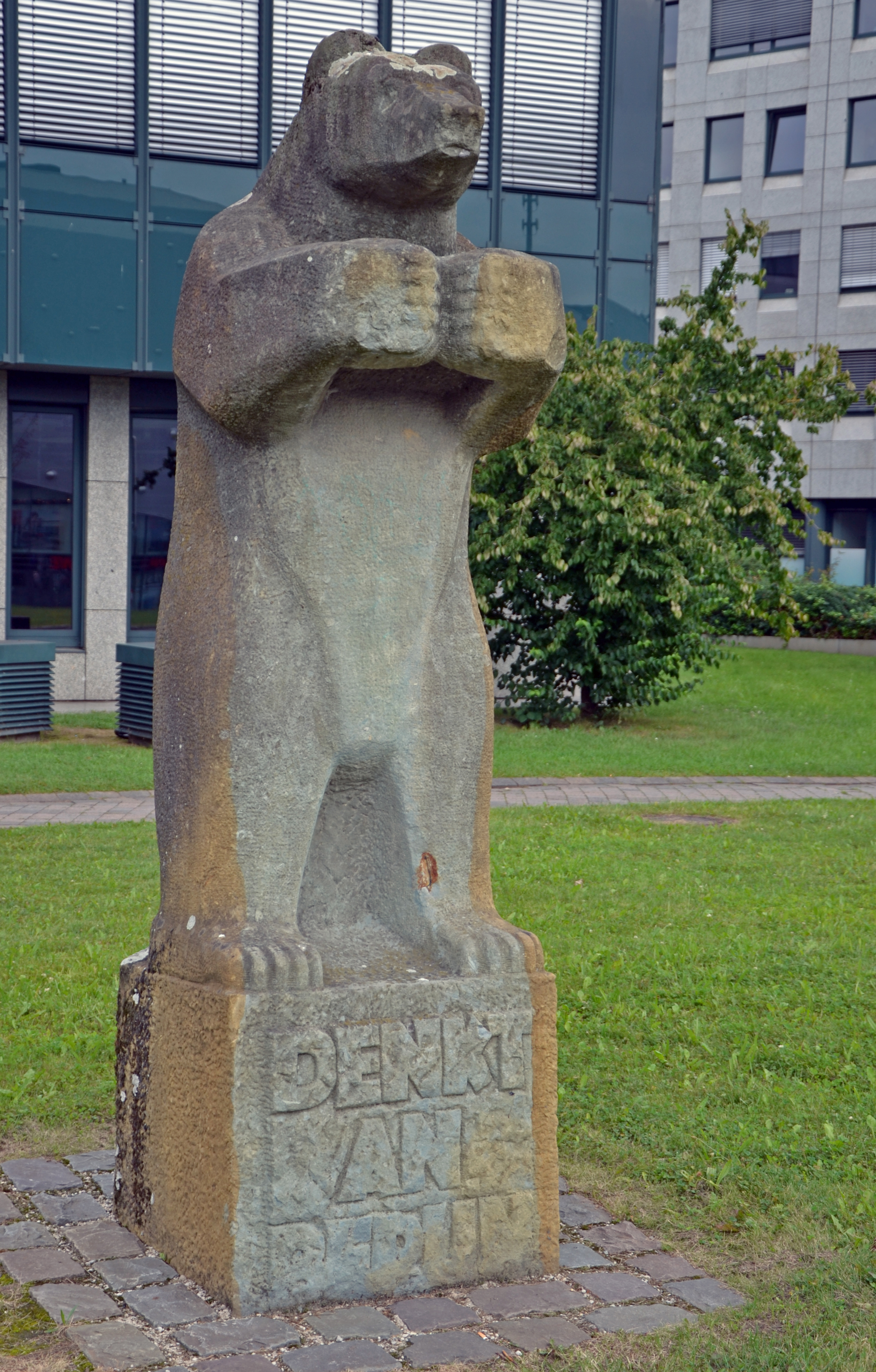
Berliner Bär in Essen
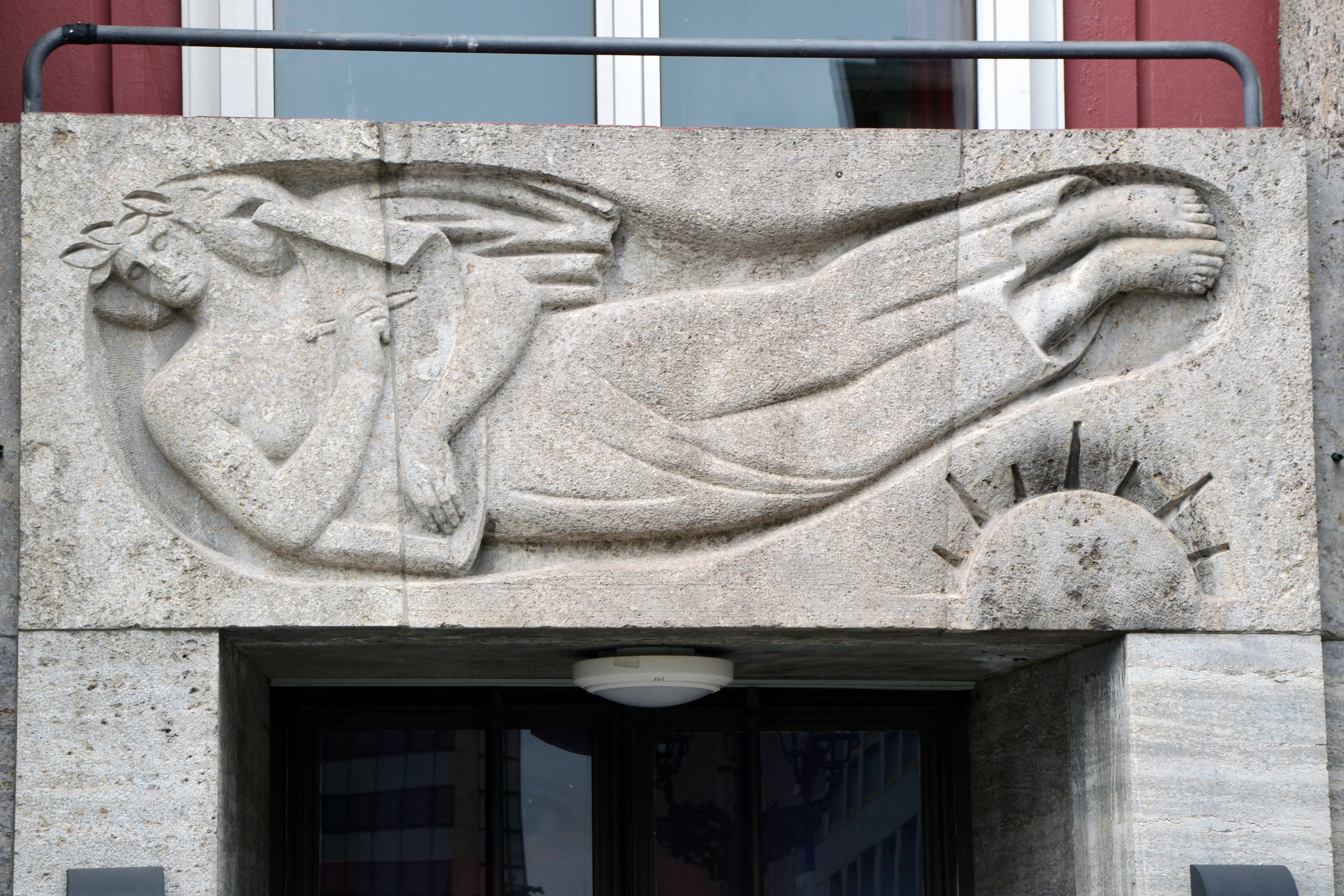
Relief am Grillo-Theater
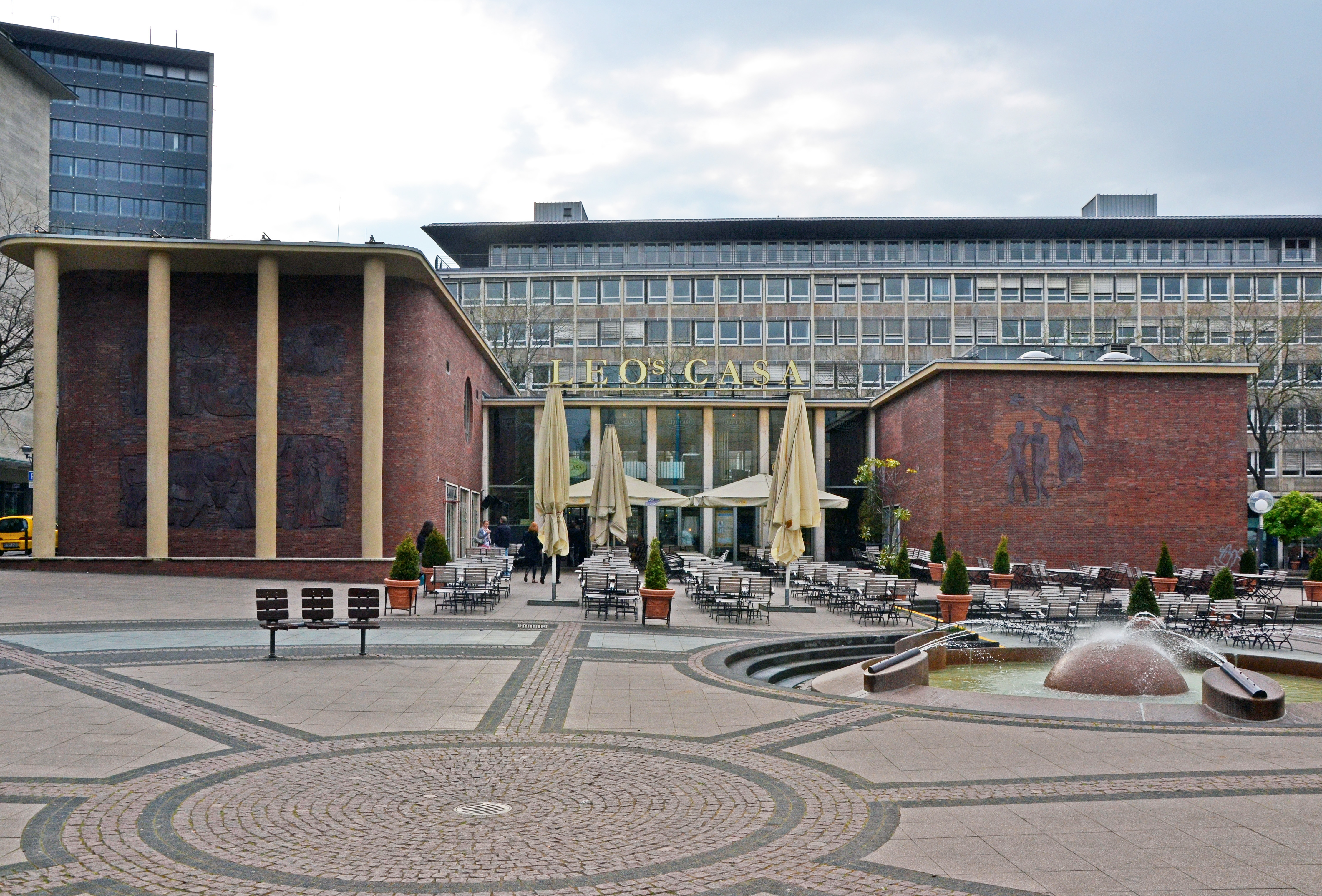
Reliefs am Europahaus
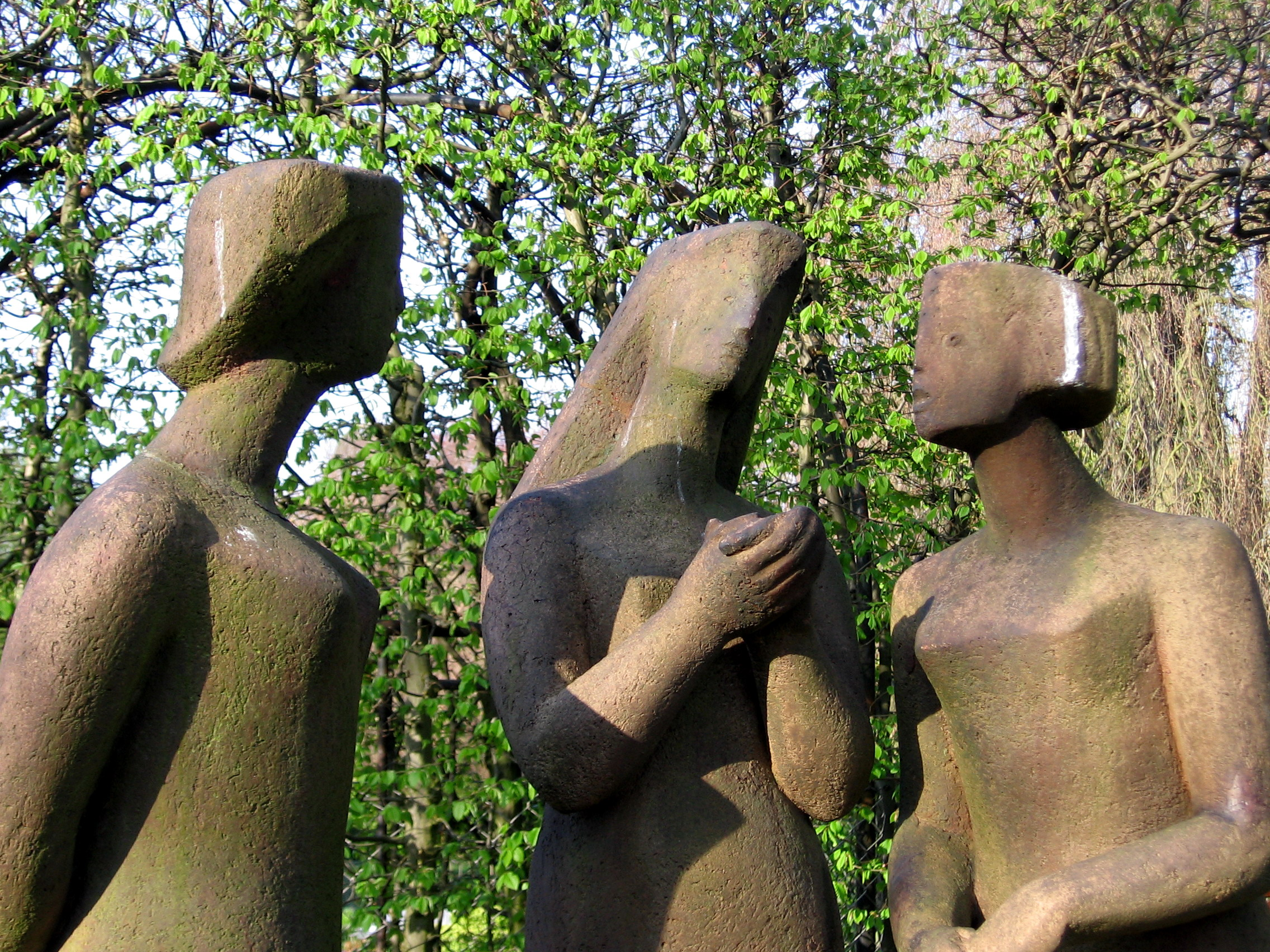
Schwatzende Frauen (1954), Grugapark
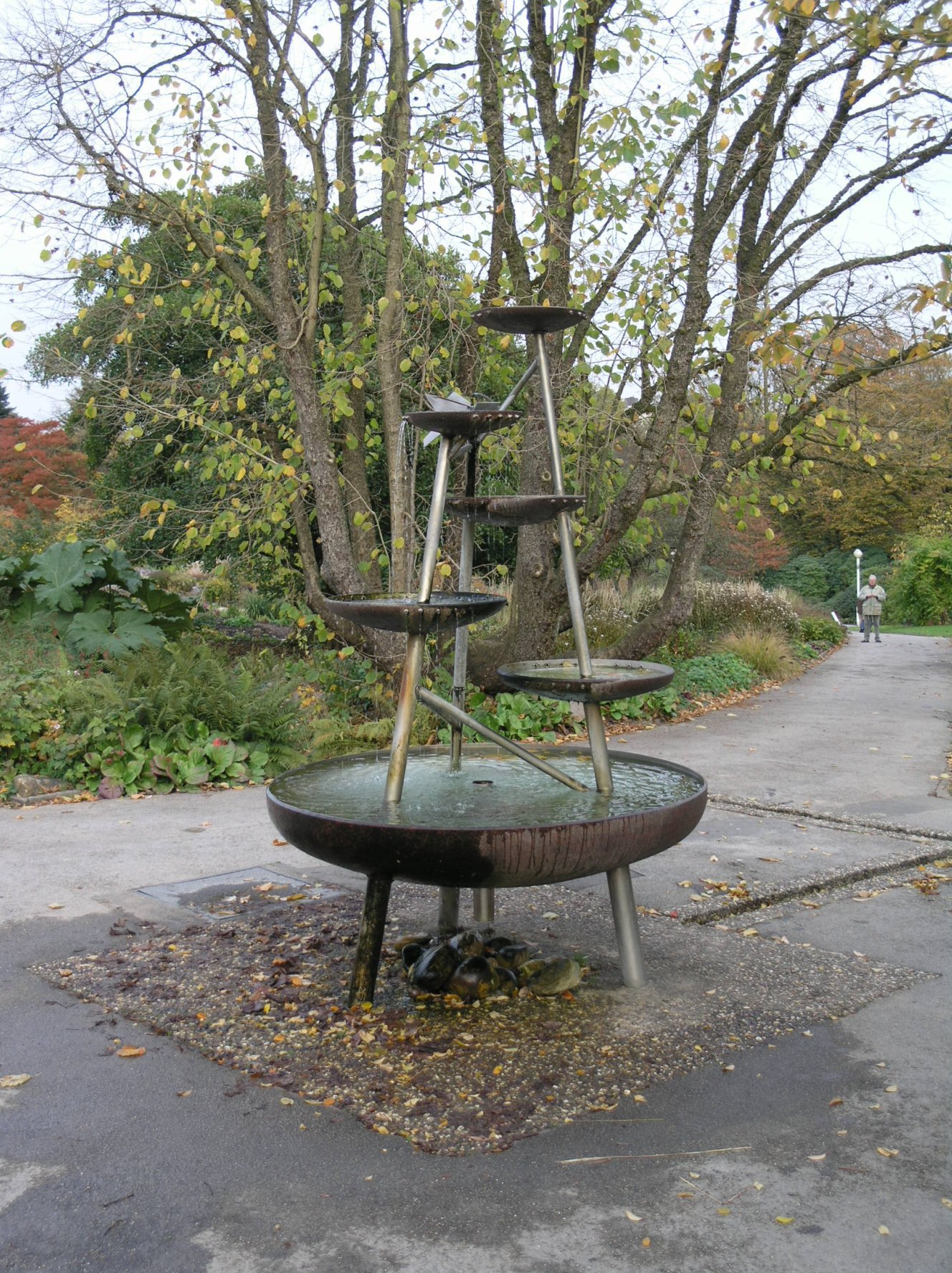
Brunnen (1960), Grugapark
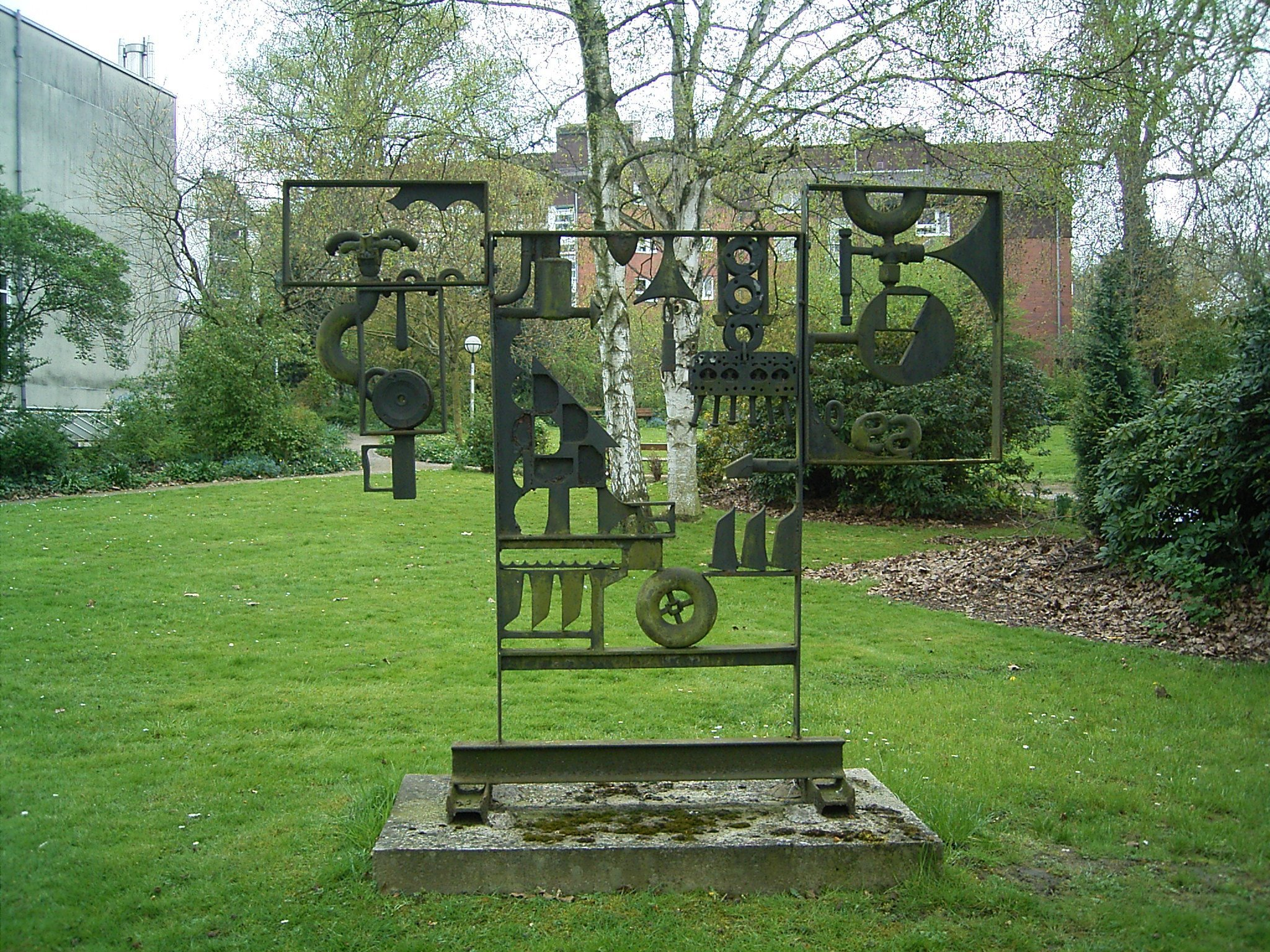
Tankstelle, Märkisches Museum (Witten)
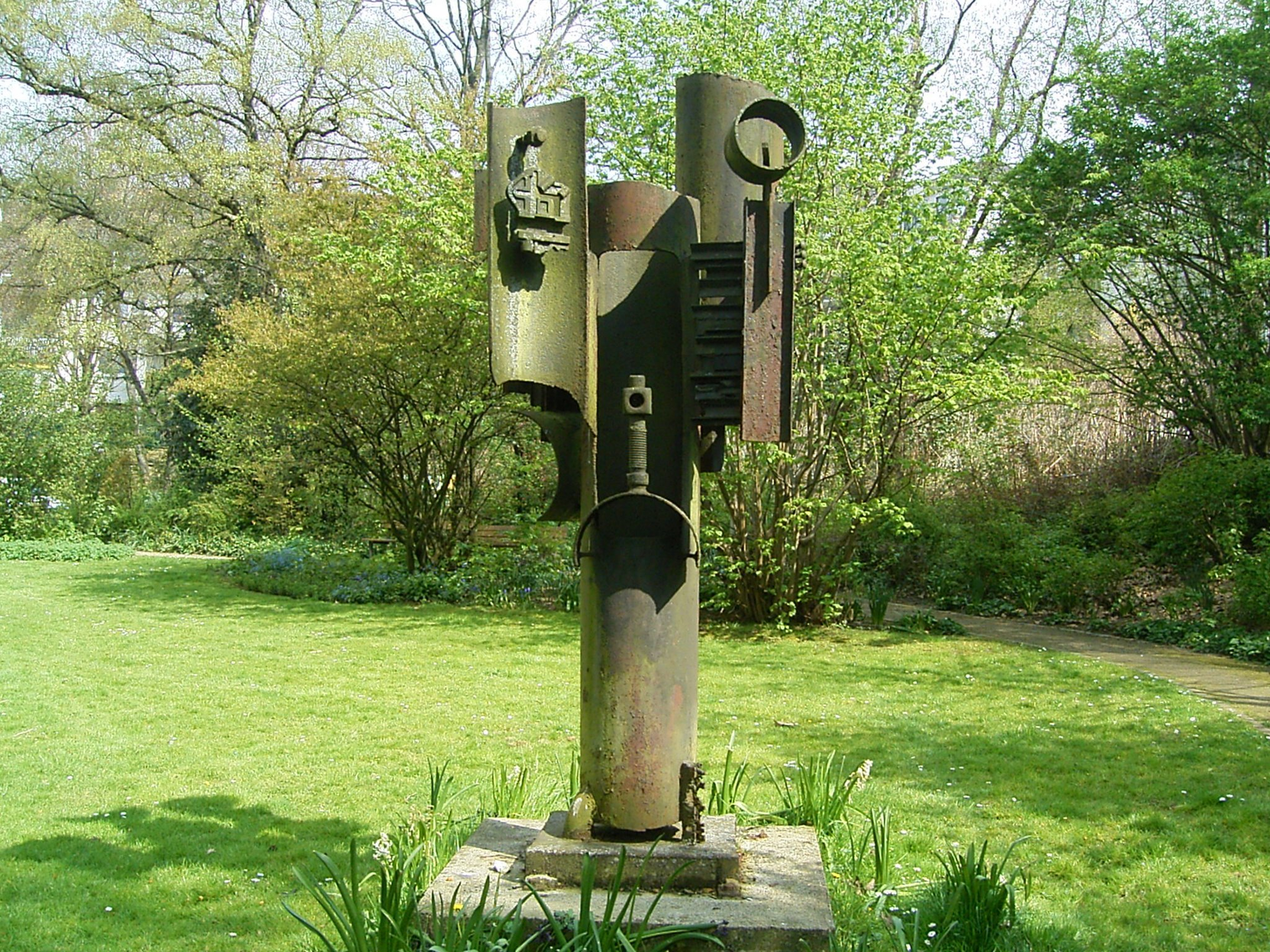
Säule, Märkisches Museum (Witten)
Übereinander, Wattenscheid
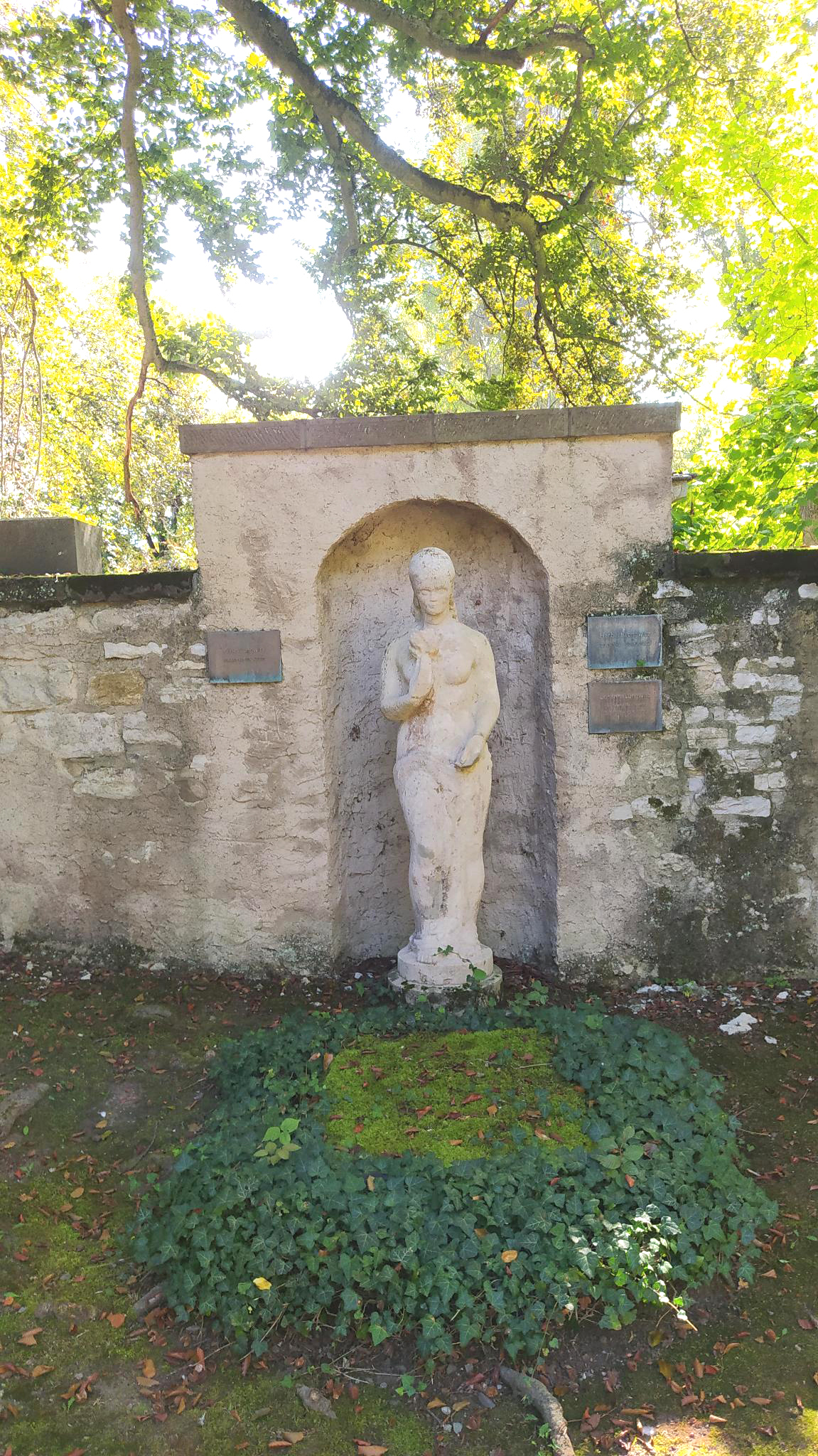
Das Grab von Herbert Lungwitz auf dem Alten Hauptfriedhof in Weimar